# Microchilus pedrojuanensis
Microchilus pedrojuanensis är en orkidéart som beskrevs av Paul Ormerod. Microchilus pedrojuanensis ingår i släktet Microchilus och familjen orkidéer. Inga underarter finns listade i Catalogue of Life.